# Parasemia bicolor
Parasemia bicolor är en fjärilsart som beskrevs av Julius Theodor Christian Ratzeburg 1890. Parasemia bicolor ingår i släktet Parasemia och familjen björnspinnare. Inga underarter finns listade i Catalogue of Life.